# LvivMozArt

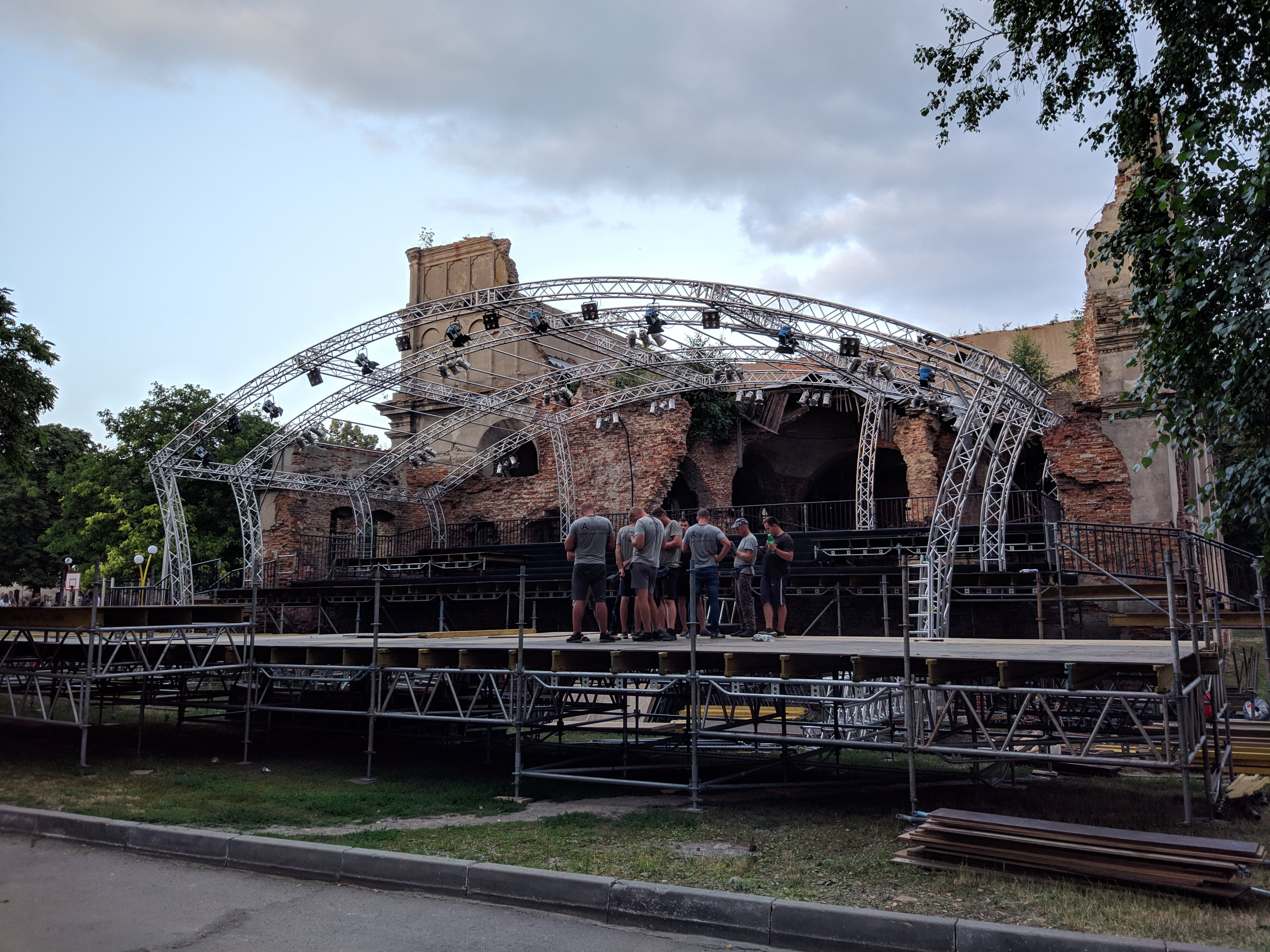
Um palco LvivMozArt ao ar livre em Brody

LvivMozArt é um festival anual internacional de música clássica realizado em Leópolis, na Ucrânia, e nos seus arredores. É nomeado em homenagem a Franz Xaver Wolfgang Mozart, filho de Wolfgang Amadeus Mozart, que viveu em Lviv de 1808 a 1838.